# Stanley Rous
Sir Stanley Ford Rous CBE (25 d'abril de 1895 - 18 de juliol de 1986) va ser un àrbitre de futbol anglès i el sisè president de la FIFA, càrrec que va exercir de 1961 a 1974. També va exercir com a secretari de l'Associació de Futbol de 1934 a 1962 i va ser àrbitre internacional.

## Primers anys
Rous va néixer a Mutford, prop de Lowestoft, a East Suffolk, i va assistir a l'escola Sir John Leman de Beccles. Era el fill gran d'un professional dels proveïments marítims, però es va formar com a professor a Beccles abans de servir a la Primera Guerra Mundial com a suboficial a la 272a Brigada de la Royal Field Artillery (East Anglian) a França, Palestina, Egipte i el Líban.
Després de la guerra, Rous va assistir al St Luke's College d'Exeter i després es va convertir en professor d'esports a la Watford Boys Grammar School.

## Àrbitre

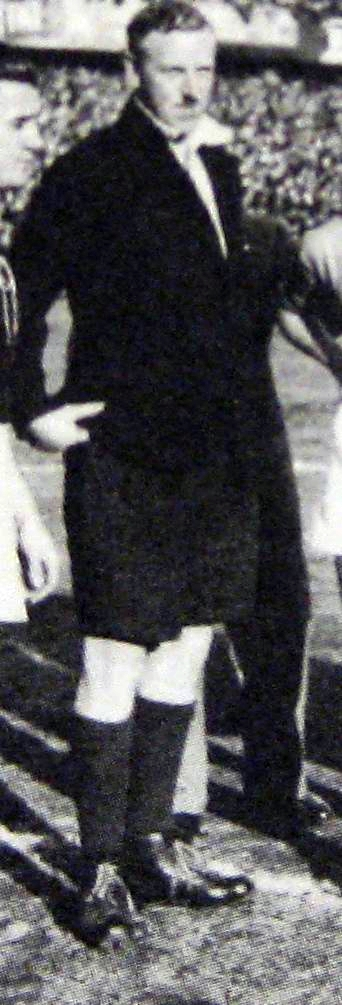
Rous arbitrant un partit entre Hongria i Itàlia el 1933

Rous va jugar a futbol a nivell amateur com a porter de clubs com el Kirkley i el Lowestoft Town, però es va veure obligat a retirar-se després de trencar-se un canell. Va desenvolupar interès per arbitrar mentre mirava Norwich City i més tard es va formar com a àrbitre mentre estudiava a St Luke's i es va convertir en àrbitre de la lliga de futbol el 1927. Va dirigir el seu primer partit internacional, una victòria amistosa per 2-0 de Bèlgica contra els Països Baixos, al Bosuilstadion d'Anvers, el 13 de març del mateix any. Finalment va dirigir un total de 34 partits internacionals.
Va pujar al primer nivell del joc quan va ser designat per a arbitrar la final de la FA Cup de 1934 a l'estadi de Wembley, on el Manchester City va derrotar el Portsmouth per 2 gols a 1. L'endemà, després de viatjar a Bèlgica per controlar un partit internacional, Rous es va retirar de l'arbitratge.
Rous va fer una gran contribució al joc reescrivint les Lleis del joc el 1938, fent-les més senzilles i fàcils d'entendre. També va ser el primer a emprar el sistema de control diagonal per als àrbitres com a pràctica estàndard. Segons l'àrbitre belga John Langenus, que havia estat el responsable de la final de la Copa del Món de la FIFA de 1930, havia vist àrbitres del seu país fent un intent semblant de posicionament científic al terreny de joc.

## Directiu
Rous va passar a l'esfera de l'administració del futbol. Va exercir com a secretari de l'Associació de Futbol entre 1934 i 1962. A la UEFA, Rous es va incorporar al Comitè Executiu el 1958, esdevenint vicepresident el març de 1960, abans de marxar per convertir-se en president de la FIFA l'any següent. Durant el seu temps com a president de la FIFA de 1961 a 1974, Rous va ser testimoni de la coronació d'Anglaterra com a campiona del món el 1966.
Rous va donar suport a l'Associació Sud-africana de Futbol de l'era de l'apartheid. Sud-àfrica havia estat admesa a la FIFA el 1954, però van ser expulsades de la seva federació local, la Confederació Africana de Futbol (CAF), el 1958, i van ser suspeses de la FIFA el 1961 després de no complir un ultimàtum sobre les normes antidiscriminació. L'any 1963, van ser readmesos a la FIFA després que Rous viatgés al país per "investigar" el futbol del país, i va concloure que el joc podria desaparèixer al país si no eren readmesos, mentre que l'Associació Sud-africana de Futbol va proposar jugar amb un equip totalment blanc per a la final del 1966 i un equip totalment negre el 1970. La proposta va resultar ser de curta durada. En el següent congrés anual de la FIFA, celebrat a Tòquio just després dels Jocs Olímpics, una major participació de representants africans i asiàtics va provocar que Sud-àfrica fos suspesa de nou, i finalment van ser expulsats de la FIFA el 1976.
Rous, però, va continuar pressionant perquè fos readmès, fins al punt que estava disposat a establir una confederació sud-africana perquè poguessin competir Sud-àfrica i Rhodèsia (que van ser ells mateixos expulsats el 1970), però es va veure obligat a fer marxa enrere després que els membres de la CAF van deixar clar que es retirarien massivament de la FIFA al congrés de la FIFA de 1966 a Londres.
El 1973, Rous va insistir que l'equip de l'URSS jugués una eliminatòria per a la Copa del Món contra Xile després del cop d'estat militar del general Pinochet, en un moment en què milers de presos polítics estaven detinguts a l'estadi esportiu Estádio Nacional. Tanmateix, l'URSS es va negar a fer-ho i Xile es va classificar automàticament per a la Copa del Món de 1974, on no va poder avançar d'un grup que contenia Alemanya Occidental i Oriental i Austràlia.
Rous es va presentar a la reelecció com a president el 1974, però va ser derrotat per la vigorosa consulta de João Havelange, i en el context del descontentament d'altres nacions davant el domini europeu de la FIFA, així com l'oposició dels països africans i asiàtics a causa del pro -Posició sud-africana de Rous. Quan es va retirar com a president, l'11 de juny de 1974, va ser nomenat President Honorari de la FIFA.

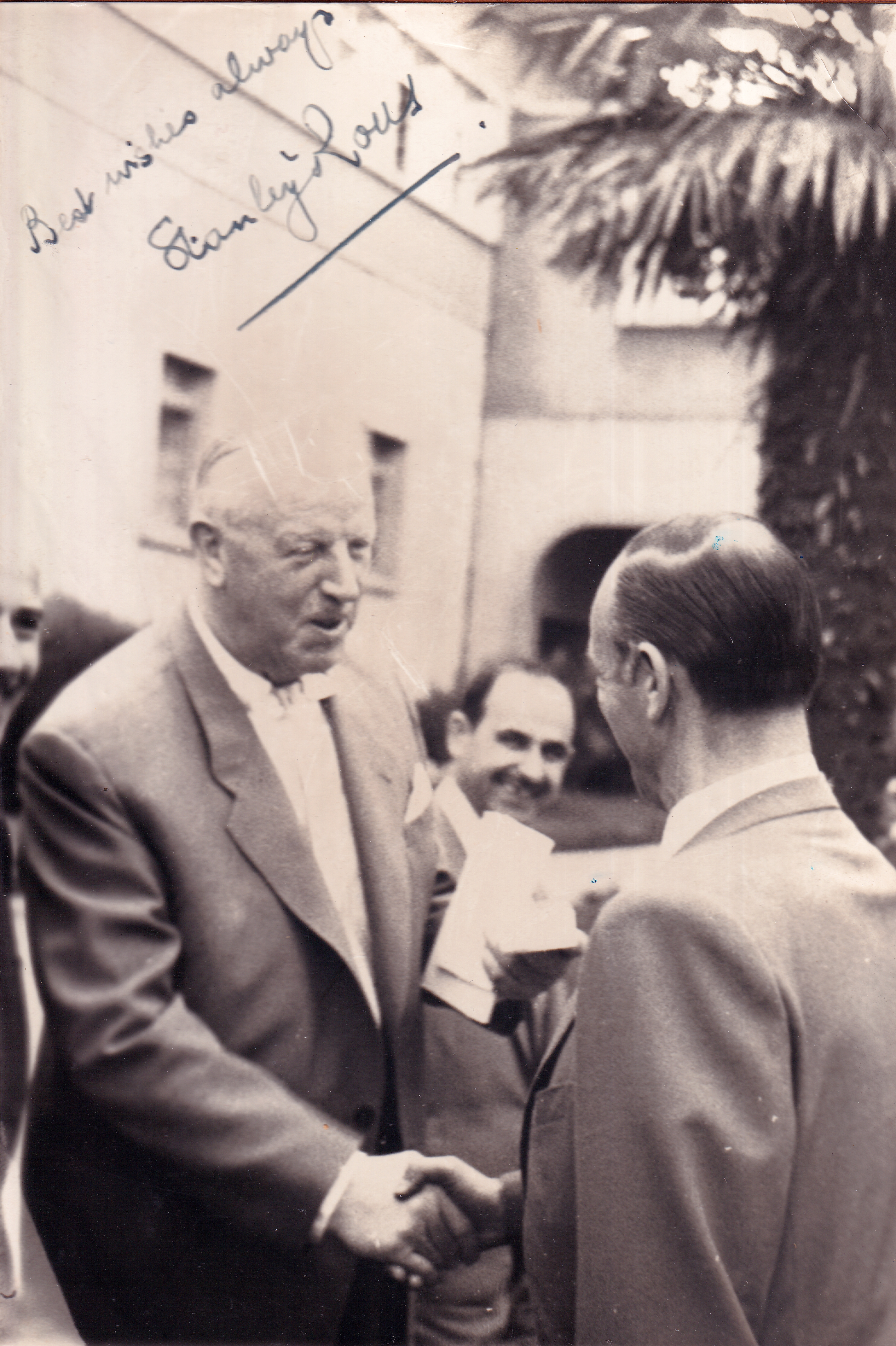
Stanley Rous amb l'àrbitre turc Tarik Ozerengin

La Copa Rous, de curta durada, va rebre el seu nom, igual que el Rous Stand al camp de Vicarage Road del Watford FC, fins que es va rebatejar com a Graham Taylor Stand el 2014. Va escriure A History of the Laws of Association Football, publicat el 1974.

## Vida personal
Stanley Rous es va casar amb Adrienne Gacon el 1924. Va ser nomenat CBE el 1943 i va ser nomenat cavaller el 1949. Va ser amic de tota la vida d'un dels membres fundadors de la FIFA, el doctor Ivo Schricker (1877–1962). Rous era un maçó actiu que assistia a la Lògia Exoniana núm. 3415 a Londres.

## Mort
Rous va morir a Paddington (Londres), de leucèmia el 1986, a l'edat de 91 anys. Un servei en la seva memòria es va celebrar a l'abadia de Westminster el setembre del mateix any.
Està enterrat amb la seva dona, Lady Rous, a l'església Holy Trinity de Lickey Hills, a prop de Bromsgrove i Birmingham.